# Neurobasis subpicta
Neurobasis subpicta là loài chuồn chuồn trong họ Calopterygidae. Loài này được Hämäläinen mô tả khoa học đầu tiên năm 1990.